# آمارهای جام جهانی فوتبال ۲۰۱۸
مقاله زیر شامل آمارهای رسمی فیفا در مورد جام جهانی فوتبال ۲۰۱۸ است که از تاریخ ۱۴ ژوئن ۲۰۱۸ تا ۱۵ ژوئیه ۲۰۱۰ در کشور روسیه برگزار شد. جام جهانی فوتبال یک تورنمنت چهارساله از تیم‌های ملی فوتبال مردان است. تمام تیم‌ها در گروه‌های چهار تیمه به رقابت می‌پردازند، و یک تورنومنت دوره‌ای انجام می‌دهند که در پایان آن، دو تیم برتر هر گروه وارد دور حذفی ۱۶ می‌شوند. فرانسه و کرواسی به فینال رسیدند و برای قهرمانی مبارزه کردند.
این آمار شامل فهرستی از بازیکنانی است که در طول مسابقات در به‌ثمر رساندن حداقل یک گل موفق بودند، بازیکنانی که پاس گل دادند، آمار کلی تیمی، مهم‌ترین اطلاعات مربوط به تیم‌های برنده و بازنده، جوایز مسابقه، اقدامات انضباطی، نتایج کلی و ورزشگاه‌های درگیر در این تورنمنت می‌باشد. مسابقاتی که نتیجه آن‌ها با ضربات پنالتی مشخص شد به‌عنوان تساوی در نظر گرفته می‌شود.

## گل‌زنان
برندهٔ کفش طلا، هری کین از انگلیس بود. در این دوره از مسابقات ۱۶۹ گل در ۶۴ مسابقه، به طور متوسط ۲٫۶۴ گل در هر مسابقه به‌ثمر رسید.
دوازده گل به‌خودی در طول این تورنمنت به‌ثمر رسید که دو برابر رکورد شش گل به‌خودی ثبت شده در جام جهانی ۱۹۹۸ بود. زود ترین گل مسابقات در دقیقه ۱ از ماتیاس یورگنسن در طول بازی دانمارک مقابل کرواسی به‌ثمر رسید، و دیر ترین گل را نیمار در بازی برزیل مقابل کاستاریکا در دقیقه ۹۷ به‌ثمر رساند. گل‌های به‌ثمر رسیده از ضربات پنالتی در شمارش گل‌های یک بازیکن حساب نمی‌شود.
۶ گل
- هری کین

۴ گل
- روملو لوکاکو
- آنتوان گریزمن
- کیلیان امباپه
- کریستیانو رونالدو
- دنیس چریشف

۳ گل
- یری مینا
- ایوان پریشیچ
- ماریو مانجوکیچ
- آرتم دزوبا
- دیگو کوستا
- ادینسون کاوانی

۲ گل
- سرخیو آگوئرو
- میله یدیناک
- ادن آزار
- فیلیپه کوتینیو
- نیمار
- لوکا مودریچ
- محمد صلاح
- جان استونز
- تاکاشی اینوی
- احمد موسی
- سون هیونگ-مین
- آندریاس گرانکویست
- وهبی خزری
- لوییس سوارز

۱ گل
- آنخل دی‌ماریا
- گابریل مرکادو
- لیونل مسی
- مارکوس روخو
- میچی باتشوایی
- ناصر الشاذلی
- کوین دی بروینه
- مروان فلاینی
- عدنان یانوزای
- دریس مرتنز
- یان فرتونگن
- روبرتو فیرمینو
- پائولینیو
- رناتو آگوستو
- تیاگو سیلوا
- خوان کوادرادو
- رادامل فالکائو
- خوان فرناندو کینترو
- کندال واستون
- میلان بادلی
- آندری کراماریچ
- ایوان راکیتیچ
- انته ربیچ
- دوماگوی ویدا
- کریستین اریکسن
- ماتیاس یورگنسن
- یوسف پولسن
- دله الی
- جسی لینگارد
- هری مگوایر
- کیرن تریپیر
- بنژامن پاوار
- پل پوگبا
- رافائل واران
- ساموئل اومتیتی
- تونی کروس
- مارکو رویس
- آلفرد فینبوکسون
- گیلوی سیگرسون
- کریم انصاریفرد
- گنکی هاراگوچی
- کیسوکه هوندا
- شینجی کاگاوا
- یویا اوزاکا
- خاویر ارناندس
- ایروینگ لوزانو
- کارلوس ولا
- فلیپه بالوی
- آندره کاریو
- پائولو گررو
- یان بدنارک
- گژگوژ کریهوویاک
- پپه
- ریکاردو کوارشما
- ماریو فرناندس
- یوری گازینسکی
- الکساندر گولووین
- سالم الدوسری
- سلمان الفرج
- سادیو مانه
- ام‌بایه نیانگ
- موسی واگه
- الکساندر کلاروف
- الکساندر میتروویچ
- کیم یونگ-گوون
- یاگو آسپاس
- ایسکو
- ناچو
- لودویگ آگوستینسون
- امیل فوشبری
- اولا تویوونن
- یوسیپ درمیچ
- بلریم ژمایلی
- جردان شکیری
- گرانیت ژاکا
- استیون زوبر
- دیلان برون
- فرجانی ساسی
- فخرالدین بن یوسف
- خوزه خیمنز

۱ گل به خودی
- عزیز بهیچ (برابر فرانسه)
- فرناندینیو (برابر بلژیک)
- ماریو مانجوکیچ (برابر فرانسه)
- احمد فتحی (برابر روسیه)
- ادسون آلوارز (برابر سوئد)
- عزیز بوحدوز (برابر ایران)
- اوقنکارو اتبو (برابر کرواسی)
- تیاگو چیونک (برابر سنگال)
- دنیس چریشف (برابر اروگوئه)
- سرگئی ایگناشویچ (برابر اسپانیا)
- یان سومر (برابر کاستاریکا)
- یاسین مریاح (برابر پاناما)

منبع

## پاس گل‌ها
عنوان پاس گل به پاسی گفته می‌شود که مستقیماً منجر به گل شود. در جام جهانی ۲۰۱۸ در مجموع ۱۰۵ پاس گل ثبت شد که هیچ پیشتازی نداشت درحالی که ۱۶ بازیکن ۲ پاس گل در این تورنمنت به‌ثبت رساندند.

#### ۲ پاس گل
- اور بانگا
- لیونل مسی
- کوین دی بروینه
- ادن آزار
- توما مونیه
- یوری تیلمانس
- فیلیپه کوتینیو
- خوان فرناندو کینترو
- خامس رودریگز
- آنتوان گریزمن
- لوکا ارناندز
- آرتم دزوبا
- الکساندر گولووین
- ویکتور کلاسون
- وهبی خزری
- کارلوس سانچس

#### ۱ پاس گل
- گابریل مرکادو
- مارکوس روخو
- توبی الدرویرلد
- ناصر شادلی
- روملو لوکاکو
- دریس مرتنز
- داگلاس کاستا
- گابریل ژسوس
- نیمار
- ویلیان
- خوان کوادرادو
- جوئل کمپل
- میلان بادلی
- مارسلو بروزویچ
- ماتئو کواچیچ
- ماریو مانجوکیچ
- لوکا مودریچ
- ایوان پریشیچ
- یوسیپ پیواریچ
- دوماگوی ویدا
- شیمه ورسایکو
- توماس دلینی
- کریستین اریکسن
- نیکولای یارنسن
- عبدالله السعید
- جسی لینگارد
- هری مگوایر
- رحیم استرلینگ
- کیرن تریپیر
- اشلی کول
- الیویه ژیرو
- کورنتا تولیسو
- ماریو گومز
- مارکو رویس
- کیسوکه هوندا
- تاکاشی اینوی
- شینجی کاگاوا
- یوتو ناگاتومو
- گاکو شیباساکی
- خاویر ارناندس
- ایروینگ لوزانو
- فیصل فجر
- ویکتور موزس
- کنت اومرو
- ریکاردو آویلا
- پائولو گررو
- کمیل گروشیتسکی
- رافائو کورزاوا
- گونسالو گوئدس
- رافائل گوئریرو
- ژوآو موتینیو
- آدرین سیلوا
- آلان دزاگوئف
- ماریو فیگیرا فرناندس
- ایلیا کوتپوف
- رومن زوبنین
- عبدالله عطیف
- ام‌بایه نیانگ
- دوشان تادیچ
- لی جائه سونگ
- جو سه-جونگ
- سرخیو بوسکتس
- دنی کارواخال
- آندرس اینیستا
- اولا تویوونن
- بریل امبولو
- ماریو گاورانوویچ
- جردان شقیری
- دنیس زکریا
- اسامه الحدادی
- حمدی النقاز
- رودریگو بنتنکور
- لوییس سوارز

## ترین‌ها

##### آمار کلی‌
- تعداد کل گل‌های زده شده: ۱۶۹
- میانگین گل در هر بازی: ۲٫۶۴
- تعداد دوگانه (زده شدن دو گل در یک بازی توسط یک بازیکن): ۱۰

ادینسون کاوانی• دنیس چریشف• دیگو کوستا• ادن آزار• هری کین• روملو لوکاکو (۲)• کیلیان امباپه• احمد موسی• جان استونز•
- تعداد هت‌تریک: ۲

هری کین• کریستیانو رونالدو•
- تعداد پنالتی گرفته شده در جریان بازی: ۲۹
- تعداد پنالتی‌های گل شده در جریان بازی: ۲۲

سلمان الفرج• کریم انصاری‌فرد• آرتم دزوبا• آندریاس گرانکویست (۲)• آنتوان گریزمن (۳)• ادن آزار• میله یدیناک (۲)• شینجی کاگاوا• هری کین (۳)• لوکا مودریچ• ویکتور موزس• کریستیانو رونالدو• محمد صلاح• فرجانی ساسی• گیلوی سیگرسون• کارلوس ولا•
- تعداد پنالتی‌های از دست رفته در جریان بازی: ۷

فهد المولد• کریستین کوئوا• لیونل مسی• لوکا مودریچ• کریستیانو رونالدو• برایان رویز• گیلوی سیگرسون•
- درصد گل شدن پنالتی‌ها: ۷۵.۸۶٪
- تعداد گل به‌خودی‌ها: ۱۲

ادسون آلوارز• عزیز بهیچ• عزیز بوحدوز• دنیس چریشف• پیتر اتبو• احمد فتحی• فرناندینیو• سرگئی ایگناشویچ• ماریو مانجوکیچ• یاسین مریاح• یان سومر• تیاگو چیونک•

#### زمانی
- اولین گل مسابقات: یوری گازینسکی برای روسیه مقابل عربستان
- اولین دوگانه مسابقات: دنیس چریشف برای روسیه مقابل عربستان
- اولین هت‌تریک مسابقات: کریستیانو رونالدو برای پرتغال مقابل اسپانیا
- آخرین گل مسابقات: ماریو مانجوکیچ برای کرواسی مقابل فرانسه
- آخرین دوگانه مسابقات: ادینسون کاوانی برای اروگوئه مقابل پرتغال
- آخرین هت‌تریک مسابقات: هری کین برای انگلیس مقابل پاناما
- سریع‌ترین گل مسابقات: دقیقهٔ اول

ماتیاس یورگنسن برای دانمارک مقابل کرواسی
- کم‌ترین فاصلهٔ زمانی بین ورود به زمین به‌عنوان بازیکن تعویضی و گل زدن: یک دقیقه

•آرتم دزوبا برای روسیه مقابل عربستان
- دیرترین گل زده شده در یک مسابقه نود دقیقه‌ای: دقیقهٔ ۷+۹۰

نیمار برای برزیل مقابل کاستاریکا
- دیرترین گل زده شده در یک مسابقه ۱۲۰ دقیقه‌ای (حذفی): دقیقهٔ ۱۱۵

ماریو فیگیرا فرناندس برای روسیه مقابل کرواسی
- دیرترین گل پیروزی‌بخش در یک مسابقه نود دقیقه‌ای: دقیقهٔ ۵+۹۰

عزیز بوحدوز (گل به‌خودی) برای ایران مثابل مراکش، تونی کروس برای آلمان مقابل سوئد، سالم الدوسری برای عربستان مقابل مصر
- دیرترین گل پیروزی‌بخش در یک مسابقه ۱۲۰ دقیقه‌ای (حذفی): دقیقهٔ ۱۰۹

ماریو مانجوکیچ برای کرواسی مقابل انگلیس
- کم‌ترین فاصلهٔ زمانی بین دو گل زده شده توسط یک تیم: دو دقیقه (۱:۲۹)

دیگو کوستا و ناچو برای پرتغال مقابل اسپانیا

#### تیمی
- بیشترین تعداد گل زده شده توسط یک تیم: ۱۶

بلژیک
- کمترین تعداد گل زده شده توسط یک تیم: ۲

استرالیا• کاستاریکا• مصر• آلمان• ایسلند• ایران• مراکش• پاناما• پرو• لهستان• عرستان• صربستان•
- بیشترین تعداد گل خورده شده توسط یک تیم: ۱۱

پاناما
- کمترین تعداد گل خورده شده توسط یک تیم: ۲

دانمارک• پرو• ایران•
- بهترین تفاضل گل: ۱۰+

•بلژیک
- بدترین تفاضل گل: ۹-

•پاناما
- پرگل‌ترین بازی: ۷

بلژیک ۵–۲ تونس، انگلیس ۶–۱ پاناما، فرانسه ۴–۳ آرژانتین
- بیشترین گل‌زده در یک مسابقه توسط یک تیم: ۶

انگلیس مقابل پاناما
- بیشترین گل‌زده در یک مسابقه توسط تیم بازنده: ۳

آرژانتین مقابل فرانسه
- پیروزی با بیشترین اختلاف: ۵گل

روسیه ۵–۰ عربستان، انگلیس ۶–۱ پاناما
- بیشترین تعداد کلین‌شیت: ۴

فرانسه•
- کمترین تعداد کلین‌شیت: ۰

آرژانتین• استرالیا• کاستاریکا• مصر• آلمان• تونس• ایسلند• ژاپن• مراکش• پاناما• عربستان• سنگال• سوئیس•
- بیشترین تعداد کلین‌شیت داده شده توسط یک تیم (تیم مقابل دروازه خود را بسته نگه داشته‌است): ۲

کاستاریکا• انگلیس• آلمان• مراکش• مکزیک• پرو• عربستان•
- کمترین تعداد کلین‌شیت داده شده توسط یک تیم (تیم مقابل دروازه خود را بسته نگه داشته‌است): ۰

برزیل• کلمبیا• کرواسی• پرتغال• اسپانیا• تونس•
- بیشترین تعداد متوالی دروازه بسته توسط یک تیم: ۳

برزیل، اروگوئه
- بیشترین تعداد متوالی دروازه بسته داده شده توسط یک تیم (تیم مقابل دروازه خود را بسته نگه داشته‌است): ۲

کاستاریکا• مکزیک• مراکش• پرو• عربستان•

#### فردی
- بیشترین گل زده‌شده توسط یک فرد: ۶

هری کین
- بیشترین پاس گل داده‌شده توسط یک فرد: ۲

اور بانگا، لیونل مسی، کوین دی بروینه، ادن آزار، توما مونیه، یوری تیلمانس، فیلیپه کوتینیو، خوان فرناندو کینترو، خامس رودریگز، آنتوان گریزمن، لوکا ارناندز، آرتم دزوبا، الکساندر گولووین، ویکتور کلاسون، وهبی خزری، کارلوس سانچس
- بیشترین تعداد گل‌های ساخته شده توسط یک فرد (گل یا پاس گل): ۸

آنتوان گریزمن (۴گل و ۲پاس گل)، هری کین (۶گل)
- بیشترین تعداد کلین‌شیت یک دروازه‌بان: ۳

آلیسون بکر، تیبو کورتوا، هوگو لوریس، فرناندو موسلرا، رابین اولسن
- بیشترین تعداد متوالی دروازه بسته توسط یک دروازه‌بان: ۳

آلیسون بکر، فرناندو موسلرا
- بیشترین تعداد گل‌زده در یک بازی توسط یک بازیکن: ۳

هری کین برای انگلیس مقابل پاناما، کریستیانو رونالدو برای پرتغال مقابل اسپانیا
- مسن‌ترین گل‌زن: ۳۷سال و ۱۲۰روز

فلیپه بالوی برای پاناما مقابل انگلیس
- جوان‌ترین گل‌زن: ۱۹سال و ۱۸۳روز

کیلیان امباپه برای فرانسه مقابل پرو

## پیروزی‌ها و شکست‌ها
- بیشترین پیروزی: ۶

بلژیک، فرانسه
- کمترین پیروزی: ۰

استرالیا، کاستاریکا، مصر، ایسلند، مراکش، پاناما
- بیشترین شکست: ۳

مصر، انگلیس، پاناما
- کمترین شکست: ۰

دانمارک، فرانسه، اسپانیا
- بیشترین تساوی: ۳

دانمارک، اسپانیا
- کمترین تساوی: ۰

بلژیک، مصر، آلمان، مکزیک، نیجریه، پاناما، پرو، لهستان، عربستان، صربستان، کره جنوبی، سوئد، تونس، اروگوئه
- بیشترین امتیاز در گروه: ۹

بلژیک، کرواسی، اروگوئه
- کمرین امتیاز در گروه: ۰

مصر، پاناما

## جوایز بازی‌ها

### بهترین بازین بازی
| رتبه | بازیکن                    | تیم       | حریف                      | جوایز |
| ---- | ------------------------- | --------- | ------------------------- | ----- |
| ۱    | آنتوان گریزمن             | فرانسه    | استرالیا، اروگوئه، کرواسی | ۳     |
| ۱    | ادن آزار                  | بلژیک     | تونس، ژاپن، انگلیس        | ۳     |
| ۱    | هری کین                   | انگلستان  | تونس پاناما، کلمبیا       | ۳     |
| ۱    | لوکا مودریچ               | کرواسی    | نیجریه، آرژانتین، روسیه   | ۳     |
| ۵    | دنیس چریشف                | روسیه     | عربستان، مصر              | ۲     |
| ۵    | فیلیپه کوتینیو            | برزیل     | سوئیس، کاستاریکا          | ۲     |
| ۵    | کیلیان امباپه             | فرانسه    | پرو، آرژانتین             | ۲     |
| ۵    | کریستیانو رونالدو         | پرتغال    | اسپانیا، مراکش            | ۲     |
| ۵    | لوییس سوارز               | اروگوئه   | عربستان، روسیه            | ۲     |
| ۱۰   | ایگور آکینفیف             | روسیه     | اسپانیا                   | ۱     |
| ۱۰   | لودویگ آگوستینسون         | سوئد      | مکزیک                     | ۱     |
| ۱۰   | میلان بادلی               | کرواسی    | ایسلند                    | ۱     |
| ۱۰   | یان بدنارک                | لهستان    | ژاپن                      | ۱     |
| ۱۰   | فخرالدین بن یوسف          | تونس      | پاناما                    | ۱     |
| ۱۰   | آندره کاریو               | پرو       | استرالیا                  | ۱     |
| ۱۰   | ادینسون کاوانی            | اروگوئه   | پرتغال                    | ۱     |
| ۱۰   | چو هیون-وو                | کرهٔ جنوبی | آلمان                     | ۱     |
| ۱۰   | دیگو کوستا                | اسپانیا   | ایران                     | ۱     |
| ۱۰   | کوین دی بروینه            | بلژیک     | برزیل                     | ۱     |
| ۱۰   | بلریم ژمایلی              | سوئیس     | کاستاریکا                 | ۱     |
| ۱۰   | محمد الشناوی              | مصر       | اروگوئه                   | ۱     |
| ۱۰   | کریستین اریکسن            | دانمارک   | استرالیا                  | ۱     |
| ۱۰   | امیل فورسبرگ              | سوئد      | سوئیس                     | ۱     |
| ۱۰   | آندریاس گرانکویست         | سوئد      | کره جنوبی                 | ۱     |
| ۱۰   | هانس ثور هالدورشون        | ایسلند    | آرژانتین                  | ۱     |
| ۱۰   | امین حارث                 | مراکش     | ایران                     | ۱     |
| ۱۰   | خاویر ارناندس             | مکزیک     | کره جنوبی                 | ۱     |
| ۱۰   | ایسکو                     | اسپانیا   | مراکش                     | ۱     |
| ۱۰   | عدنان یانوزای             | بلژیک     | انگلیس                    | ۱     |
| ۱۰   | انگولو کانته              | فرانسه    | دانمارک                   | ۱     |
| ۱۰   | الکساندر کلاروف           | صربستان   | کاستاریکا                 | ۱     |
| ۱۰   | ایروینگ لوزانو            | مکزیک     | آلمان                     | ۱     |
| ۱۰   | روملو لوکاکو              | بلژیک     | پاناما                    | ۱     |
| ۱۰   | سادیو مانه                | سنگال     | ژاپن                      | ۱     |
| ۱۰   | لیونل مسی                 | آرژانتین  | نیجریه                    | ۱     |
| ۱۰   | یری مینا                  | کلمبیا    | سنگال                     | ۱     |
| ۱۰   | احمد موسی (بازیکن فوتبال) | نیجریه    | ایسلند                    | ۱     |
| ۱۰   | نیمار                     | برزیل     | مکزیک                     | ۱     |
| ۱۰   | ام‌بایه نیانگ              | سنگال     | لهستان                    | ۱     |
| ۱۰   | یویا اوزاکا               | ژاپن      | کلمبیا                    | ۱     |
| ۱۰   | پائولینیو                 | برزیل     | صربستان                   | ۱     |
| ۱۰   | ایوان پریشیچ              | کرواسی    | انگلیس                    | ۱     |
| ۱۰   | جردن پیکفورد              | انگلستان  | سوئد                      | ۱     |
| ۱۰   | یوسف پولسن                | دانمارک   | پرو                       | ۱     |
| ۱۰   | ریکاردو کوارشما           | پرتغال    | ایران                     | ۱     |
| ۱۰   | مارکو رویس                | آلمان     | سوئد                      | ۱     |
| ۱۰   | خامس رودریگز              | کلمبیا    | لهستان                    | ۱     |
| ۱۰   | محمد صلاح                 | مصر       | عربستان                   | ۱     |
| ۱۰   | کاسپر اشمایکل             | دانمارک   | کرواسی                    | ۱     |
| ۱۰   | جردان شقیری               | سوئیس     | صربستان                   | ۱     |
| ۱۰   | ساموئل اومتیتی            | فرانسه    | بلژیک                     | ۱     |

### کلین‌شیت‌ها
| رتبه | نام               | تیم       | حریف                          | جوایز |
| ---- | ----------------- | --------- | ----------------------------- | ----- |
| ۱    | آلیسون            | برزیل     | کاستاریکا، صربستان، مکزیک     | ۳     |
| ۱    | تیبو کورتوا       | بلژیک     | پاناما، انگلیس، انگلیس (حذفی) | ۳     |
| ۱    | هوگو لوریس        | فرانسه    | پرو، اروگوئه، بلژیک           | ۳     |
| ۱    | فرناندو موسلرا    | اروگوئه   | مصر، عربستان، روسیه           | ۳     |
| ۱    | رابین اولسن       | سوئد      | کره جنوبی، مکزیک، سوئیس       | ۳     |
| ۶    | داوید اوسپینا     | کلمبیا    | لهستان، سنگال                 | ۲     |
| ۶    | کاسپر اشمایکل     | دانمارک   | پرو، فرانسه                   | ۲     |
| ۶    | دنیل سوباشیچ      | کرواسی    | نیجریه، آرژانتین              | ۲     |
| ۹    | ایگور آکینفیف     | روسیه     | عربستان                       | ۱     |
| ۹    | علیرضا بیرانوند   | ایران     | مراکش                         | ۱     |
| ۹    | داوید د خیا       | اسپانیا   | ایران                         | ۱     |
| ۹    | لوکاس فابیانسکی   | لهستان    | ژاپن                          | ۱     |
| ۹    | پدرو گایسه        | پرو       | استرالیا                      | ۱     |
| ۹    | چو هیون-وو        | کرهٔ جنوبی | آلمان                         | ۱     |
| ۹    | استیو مانداندا    | فرانسه    | دانمارک                       | ۱     |
| ۹    | گیرمو اوچوا       | مکزیک     | آلمان                         | ۱     |
| ۹    | روی پاتریسیو      | پرتغال    | مراکش                         | ۱     |
| ۹    | جردن پیکفورد      | انگلستان  | سوئد                          | ۱     |
| ۹    | ولادیمر استوکوویچ | صربستان   | کاستاریکا                     | ۱     |
| ۹    | فرانسیس ازوهو     | نیجریه    | ایسلند                        | ۱     |

## جریمه‌های انضباطی
در مجموع، تنها چهار بازیکن در تمام طول مسابقات از زمین اخراج شدند و این کمترین تعداد از زمان جام جهانی ۱۹۷۸ بود. دیوید الری مدیر فنی هیئت بین‌المللی فوتبال بر این عقیده بود که این در نتیجهٔ معرفی کمک‌داور ویدئویی است، چرا که بازیکنان می‌دانند که تحت سیستم جدید قادر نخواهند بود که از چیزی قسر در بروند.
یک بازیکن به‌طور خودکار برای مسابقه بعدی برای جرایم زیر معلق می‌شود:
- دریافت کارت قرمز (تعلیق کارت قرمز ممکن است با جرم‌های جدی تمدید شود)
- دریافت دو کارت زرد در دو مسابقه؛ کارت‌های زرد پس از اتمام مرحله یک چهارم‌نهایی منقضی می‌شوند (تعلیق به‌وسیله کارت زرد در این تورنمنت برای هیچ مسابقه بین‌المللی آینده دیگری محاسبه نمی‌شود)